# Rho Capricorni
Rho Capricorni (ρ Capricorni, förkortat Rho Cap, ρ Cap) som är stjärnans Bayerbeteckning, är en dubbelstjärna belägen i den västra delen av stjärnbilden Stenbocken och kallas ibland Bos, som betyder koen på latin. Den har en kombinerad skenbar magnitud på 4,78 och är synlig för blotta ögat där ljusföroreningar ej förekommer. Baserat på parallaxmätning inom Hipparcosuppdraget på ca 33,0 mas, beräknas den befinna sig på ett avstånd av ca 99 ljusår (ca 30 parsek) från solen.

## Egenskaper
Primarstjärnan, Rho Capricorni A är en gulvit stjärna i huvudserien av spektralklass F2 IV. Den har en massa som är ca 50 procent större än solens massa, en radie som är ca 1,3 gånger större än solens och utsänder från dess fotosfär ca 9 gånger mera energi än solen vid en effektiv temperatur på ca 6 910 K.
Stjärnparet kretsar kring varandra med en period på 278 år och en excentricitet på 0,91. Följeslagaren, Rho Capricorni B, är en stjärna i huvudserien av spektraltyp G1 och har en skenbar magnitud på 6,88. De rör sig inom den tunna skivan av Vintergatan och befann sig närmast solen för 1,6 miljoner år sedan och då på ett avstånd av ca 12,5 ljusår.